# Johan Steene
Hans Johan Steene, född 25 december 1973 i Husby-Ärlinghundra församling i Stockholms län, är en svensk ultradistanslöpare. Han har bland annat tagit VM-brons i 24-timmarslöpning. Han började springa efter att ha fyllt trettio.
Johan Steene innehar det svenska rekordet på 48 timmar och är tidigare svensk rekordhållare i 24 timmar och 6 dagar.
Johan Steene slog i oktober 2018 nytt rekord i Backyard Ultra på tävlingen Big Dog Backyard Ultra med 68 timmars löpning som ger distansen 455 km. Rekordet har sedan slagits av Torbjörn Gyllebring, som sprang 69 varv 2023.
Steene är bosatt i Stockholm.